# Juegos Paralímpicos de Atenas 2004
Los Juegos Paralímpicos de Atenas 2004 fueron los decimosegundos Juegos Paralímpicos de Verano y se celebraron en la ciudad de Atenas, Grecia, entre el 17 y el 28 de septiembre de 2004.
También fue la última vez que se utilizó el antiguo símbolo Paralímpico, antes de que el nuevo apareciera cuatro años después en 2008.

## Mascota
Proteas fue el nombre con el que se denominó al caballito de mar elegido como mascota oficial de los Juegos Paralímpicos de 2004, celebrados en la ciudad griega de Atenas entre el 17 y el 28 de septiembre de 2004.
Este colorido y simpático hipocampo debe su nombre a Proteo, un antiguo dios del mar que, según la mitología griega, podía predecir el futuro; aunque, en un mitema familiar a diversas culturas, cambiaba de forma para evitar tener que hacerlo, contestando solo a quien era capaz de capturarlo.

## Deportes
Diecinueve deportes están en el programa:
| - Atletismo - Baloncesto en silla de ruedas - Boccia - Ciclismo - Esgrima en silla de ruedas - Equitación - Fútbol 5 - Fútbol 7 - Golbol - Levantamiento de potencia | - Judo - Natación - Rugby en silla de ruedas - Tenis en silla de ruedas - Tenis de mesa - Tiro - Tiro con arco - Vela - Voleibol |

## Países participantes
Un total de 136 países participaron en estos Juegos.
| - Afganistán (AFG) - Argelia (ALG) - Angola (ANG) - Argentina (ARG) - Armenia (ARM) - Australia (AUS) - Austria (AUT) - Azerbaiyán (AZE) - Baréin (BRN) - Bangladés (BAN) - Barbados (BAR) - Bielorrusia (BLR) - Bélgica (BEL) - Benín (BEN) - Bermudas (BER) - Bosnia y Herzegovina (BIH) - Botsuana (BOT) - Brasil (BRA) - Bulgaria (BUL) - Camboya (CAM) - Canadá (CAN) - Cabo Verde (CPV) - República Centroafricana (CAF) - Chile (CHI) - República Popular China (CHN) - China Taipéi (TPE) - Colombia (COL) - Costa Rica (CRC) - Costa de Marfil (CIV) - Croacia (CRO) - Cuba (CUB) - Chipre (CYP) - República Checa (CZE) - Dinamarca (DEN) - República Dominicana (DOM) - Ecuador (ECU) - Egipto (EGY) - El Salvador (ESA) - Estonia (EST) - Etiopía (ETH) - Islas Feroe (FRO) - Fiyi (FIJ) - Finlandia (FIN) - Francia (FRA) - Alemania (GER) - Ghana (GHA) | - Reino Unido (GBR) - Grecia (GRE) - Guatemala (GUA) - Guinea (GUI) - Honduras (HON) - Hong Kong (HKG) - Hungría (HUN) - Islandia (ISL) - India (IND) - Indonesia (INA) - Irán (IRI) - Irak (IRQ) - Irlanda (IRL) - Israel (ISR) - Italia (ITA) - Jamaica (JAM) - Japón (JPN) - Jordania (JOR) - Kazajistán (KAZ) - Kenia (KEN) - Kuwait (KUW) - Kirguistán (KGZ) - Letonia (LAT) - Lesoto (LES) - Libia (LBA) - Liechtenstein (LIE) - Lituania (LTU) - Macao (MAC) - Macedonia del Norte (MKD) - Malasia (MAS) - Malí (MLI) - Mauritania (MTN) - Mauricio (MRI) - México (MEX) - Moldavia (MDA) - Mongolia (MGL) - Marruecos (MAR) - Namibia (NAM) - Nepal (NEP) - Países Bajos (NED) - Nueva Zelanda (NZL) - Nicaragua (NCA) - Níger (NIG) - Nigeria (NGR) - Noruega (NOR) | - Omán (OMA) - Pakistán (PAK) - Palestina (PLE) - Panamá (PAN) - Perú (PER) - Filipinas (PHI) - Polonia (POL) - Portugal (POR) - Puerto Rico (PUR) - Catar (QAT) - Rumania (ROU) - Rusia (RUS) - Ruanda (RWA) - Samoa (SAM) - Arabia Saudita (KSA) - Senegal (SEN) - Serbia y Montenegro (SCG) - Singapur (SIN) - Eslovaquia (SVK) - Eslovenia (SLO) - Sudáfrica (RSA) - Corea del Sur (KOR) - España (ESP) - Sri Lanka (SRI) - Sudán (SUD) - Surinam (SUR) - Suecia (SWE) - Suiza (SUI) - Siria (SYR) - Tayikistán (TJK) - Tanzania (TAN) - Tailandia (THA) - Tonga (TGA) - Túnez (TUN) - Turquía (TUR) - Turkmenistán (TKM) - Uganda (UGA) - Ucrania (UKR) - Emiratos Árabes Unidos (UAE) - Equipo Alemán Unificado (EUA) - Uruguay (URU) - Uzbekistán (UZB) - Venezuela (VEN) - Vietnam (VIE) - Zimbabue (ZIM) |

## Medallero
| # Pos | País                          | Oro | Plata | Bronce | Total |
| ----- | ----------------------------- | --- | ----- | ------ | ----- |
| 1     | República Popular China (CHN) | 63  | 46    | 32     | 141   |
| 2     | Reino Unido (GBR)             | 35  | 30    | 30     | 95    |
| 3     | Canadá (CAN)                  | 28  | 19    | 25     | 72    |
| 4     | Estados Unidos (USA)          | 27  | 22    | 39     | 88    |
| 5     | Australia (AUS)               | 26  | 38    | 36     | 100   |
| 6     | Ucrania (UKR)                 | 24  | 12    | 19     | 55    |
| 7     | España (ESP)                  | 20  | 27    | 24     | 71    |
| 8     | Alemania (GER)                | 19  | 28    | 32     | 79    |
| 9     | Francia (FRA)                 | 18  | 26    | 30     | 74    |
| 10    | Japón (JPN)                   | 17  | 16    | 20     | 53    |